# Guido III da Polenta
Guido III da Polenta, (Ravenne, .... – 1389), est un seigneur italien du XIVe siècle.

## Biographie
Guido III da Polenta est le fils de Bernardino I. En 1359 il a hérité de la seigneurie et devient seigneur de Ravenne jusqu'à sa mort survenue en 1389.
Moins tyrannique que son père Guido gouverna paisiblement pendant trente ans. Il épousa la fille d'Obizzo III d'Este de Ferrare, Elisa d'Este, qui lui donna de nombreux enfants.
En 1389, il fut emprisonné par ses enfants Bernardino II, Ostasio II, Obizzo, Aldobrandino, Azzo et Pietro et mourut en prison en 1389.